# Christina Hansadotter (Brask)
Christina Hansadotter (Brask), eller Christin Hansadotter, född 1459, död 12 mars 1520, var en svensk birgittinnunna, författare och översättare. 

## Biografi
Christina Hansadotter inträdde som nunna i Vadstena kloster, tillhörande Birgittinorden, år 1473 och var där verksam som författare.
Många nunnor var verksamma med att kopiera och översätta böcker. Hansadotter författade tillsammans med sin kollega Katarina, eller Kadrin, (död 1519), dotter till Jöns Gudmunsson, boken Gudelika Snillis Väckiare, som utgavs i början av 1500-talet. Kadrin skrev första delen och Christina den andra delen. De torde ha varit Sveriges kanske första kvinnliga författare. Hon tros även ha gjort översättningen Antiphonarium åt abbedissan Margareta Clausdotter, Speculum Virginum samt Christina Hansdotters bönbok.